# Siete Palmas
Siete Palmas es un barrio de Las Palmas de Gran Canaria (Canarias, España). Situado en el distrito de Ciudad Alta, es uno de sus barrios de más reciente construcción. Cuenta con una Asociación de Vecinos llamada Asociación Vecinal Siete Palmas.

## Edificios

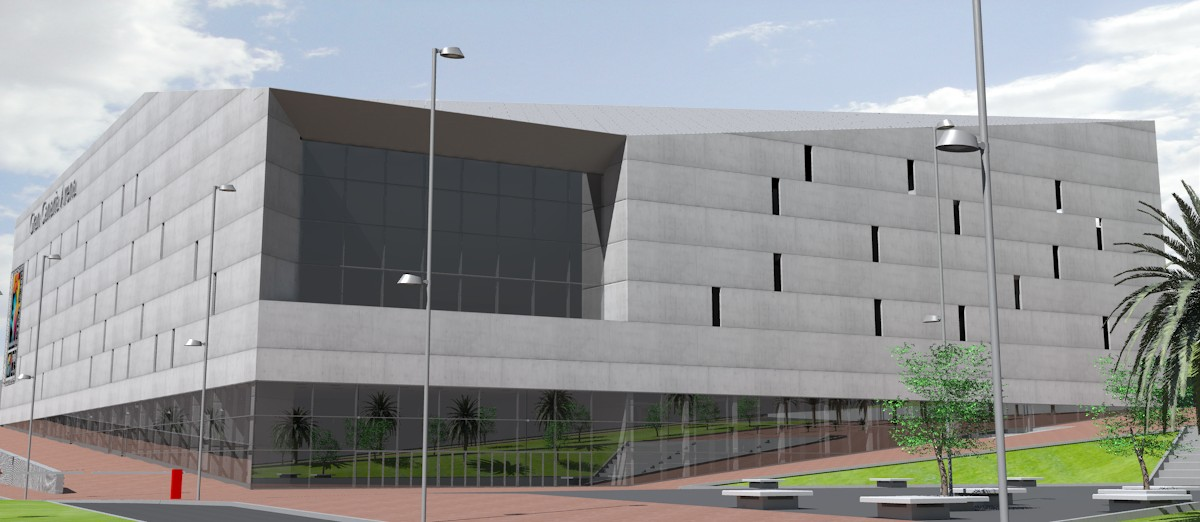
Gran Canaria Arena

Además de los más de 50 edificios que se sitúan en la zona, el barrio cuenta con:
- Centro comercial El Corte Inglés - Hipercor
- Centro comercial y de ocio 7 Palmas
- Estadio de Gran Canaria
- Gran Canaria Arena
- Campo de hockey
- Hipermercado Hiper Dino
- Cementerio de San Lázaro
- Escuela Oficial de Idiomas Las Palmas II
- Instituto Insular de Deportes
- Espacio multifuncional anexo estadio de Gran Canaria
- Instituto de enseñanza secundaria Siete Palmas
- Escuela municipal de música

## Zona comercial
El barrio posee una zona comercial abierta que se extiende en torno a la Avda. Pintor Felo Monzón y sus calles aledañas. Entre ella y el espacio multifuncional del estadio de Gran Canaria se celebran anualmente varias ferias de dinamización comercial y cultural.

## Ciudad deportiva Siete Palmas
La ciudad deportiva tiene una extensión aproximada de 250 000 m². Alberga el estadio de Gran Canaria, el Gran Canaria Arena, un campo de hockey, ocho canchas de baloncesto al aire libre, dos campos de fútbol, un paseo peatonal y un carril bici. Existe un proyecto para la construcción futura de una ciudad deportiva para la cantera de la Unión Deportiva Las Palmas, que incluye cinco campos de fútbol.
En las canchas de baloncesto entrenan equipos como el CB 7 Palmas, un ejemplar equipo de 1 caterigoría.

## Parques, jardines y plazas
- El parque Juan Pablo II, con sus 120 000 m², es el mayor parque urbano de la ciudad y está entre los mayores parques urbanos de Canarias.[1] Entre sus instalaciones cuenta con un lago de 3000 m² con cascada, un rocódromo, 950 m de carril bici, 2,3 km de caminos para pasear, parques infantiles, un parque canino de 4500 m², y circuitos deportivos, uno de ellos para coches de radio control. También dispone de un parquin con 160 plazas.
- El barrio cuenta con varias plazas equipadas con parques infantiles y puntos para ejercicios, entre ellas, Luis Jorge Ramírez, Acosta, Trini Borrul, Antonio Rumeu de Armas, Músico Chano Ramírez y Enfermera Carolina Pérez.
- El espacio multifuncional anexo al estadio de Gran Canaria —dentro de la ciudad deportiva de Siete Palmas—, cuenta con 8 canchas de baloncesto bautizadas con el nombre Pepe Armas, que cumplen las dimensiones oficiales exigidas por la Federación Internacional de Baloncesto (FIBA) y permiten disputar los partidos de liga a 48 equipos, femeninos y masculinos, de las categorías minibasket, premini, benjamín y prebenjamin. Cuenta con una explanada de 40 000 m² de superficie, que permite albergar 900 plazas de aparcamientos y un aforo legal de 35 000 a 37 000 personas. En ella se celebran, periódicamente, conciertos, actos deportivos y la feria de atracciones de Navidad.

## Comunicaciones
Aunque es una zona de intenso tráfico, Siete Palmas está bien comunicada:
- Al sur, con la circunvalación de Las Palmas de Gran Canaria GC-3 (Telde-Arucas), Almatriche, Tamaraceite.
- En el centro, con las salidas a la avenida de Escaleritas (Tarahales), parque Atlántico, Las Torres.
- Al norte, con la avenida Juan Carlos I y la GC-23. (comunica la GC-2 con las GC-3)

## Transportes
Por este barrio pasan numerosas líneas de autobuses (guaguas), en especial en la zona que rodea a los centros comerciales. 
- Guaguas interurbanas de Global: 205, 216, 222, 223, 224, 229, 304, 316, 317, 335.
- Guaguas Municipales urbanas: 26, 44, 45, 46, 48, 91, L-3 (nocturna)
- Líneas especiales de guaguas municipales denominadas: "Fútbol", "Baloncesto", "Concierto", que son desplegadas durante acontecimientos deportivos y culturales con conexiones desde el Puerto y Teatro.
- Servicios especiales "fútbol" de Global cuenta con las líneas: 5, 14, 103 y 303, conectando el sur, norte y centro de la isla con la ciudad deportiva.
- El barrio cuenta con dos paradas de taxis, junto al centro comercial 7 Palmas y junto a El Corte Inglés.